# Sukhoi Su-29
Sukhoi Su-29 là máy bay thể thao nhào lộn 2 chỗ của Nga với động cơ cánh quạt 360 hp. Nó được thiết kế dựa trên máy bay Su-26 và được thừa hưởng những thiết kế và công nghệ hiện đại của mẫu Su-26. Nó sử dụng hỗn hợp vật liệu bao gồm 60% cấu trúc máy bay, tải trọng rỗng được tăng lên khoảng 50 kg so với Su-26. Su-29 được coi như một sự khởi đầu lý tưởng cho những bài học nhào lộn trên không, bay huấn luyện, cạnh tranh của các phi công bay nhào lộn và các triển lãm hàng không, cũng như duy trì các kỹ năng của phi công quân sự và dân sự.

## Các quốc gia sử dụng
Argentina
- Không quân Argentina

 Nga
- DOSAAF

## Thông số kỹ thuật (Sukhoi Su-29)

### Đặc điểm riêng
- Phi đoàn: 2
- Chiều dài: 7.29 m
- Sải cánh: 8.20 m
- Chiều cao: 2.74 m
- Diện tích cánh: 12.24 m²
- Trọng lượng rỗng: 735 kg
- Trọng lượng cất cánh: 860 kg
- Trọng lượng cất cánh tối đa: 1204 kg
- Động cơ: 1× Vedeneyev M-14P, 266 kW (360 hp)

### Hiệu suất bay
- Vận tốc cực đại: 385 km/h
- Tầm bay:
- Trần bay: 4000 m
- Vận tốc lên cao: 3.150 fpm
- Lực nâng của cánh: n/a
- Lực đẩy/trọng lượng: n/a

## Nội dung liên quan

### Máy bay có cùng sự phát triển
- Sukhoi Su-26
- Sukhoi Su-31

### Máy bay có tính năng tương đương
- Yakovlev Yak-50
- Yakovlev Yak-54
- Yakovlev Yak-55
- Extra 300